# Pidonia tsukamotoi
Pidonia tsukamotoi là một loài bọ cánh cứng trong họ Cerambycidae.